# Distilleria Bruichladdich

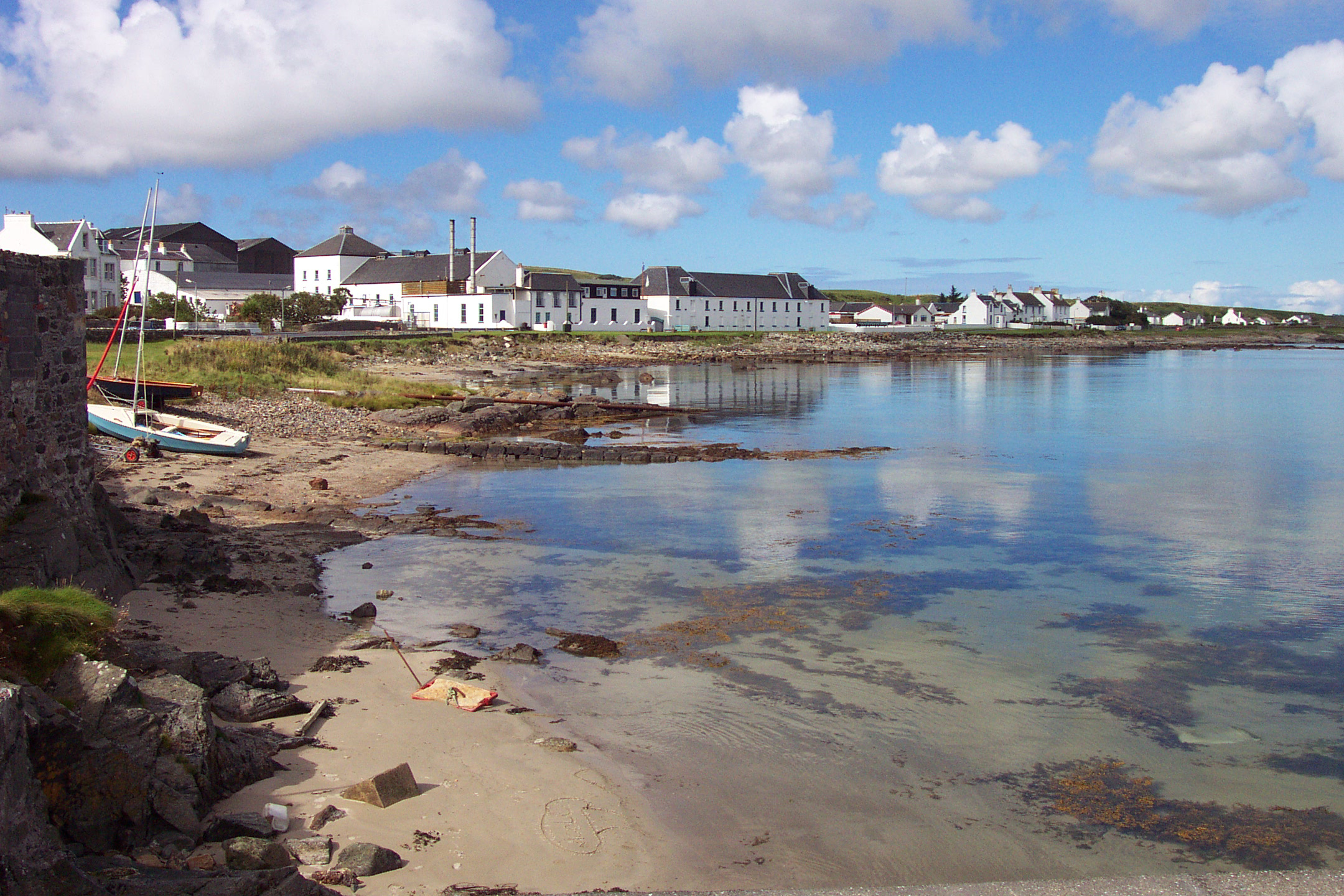
La distilleria Bruichladdich

La distilleria Bruichladdich è una distilleria situata sui Rhinns dell'isola di Islay, in Scozia. La distilleria produce principalmente whisky scozzese single malt, ma ha anche prodotto gin artigianale. È di proprietà di Rémy Cointreau ed è una delle otto distillerie attive sull'isola.
Il nome Bruichladdich è un'anglicizzazione di Bruthach a' Chladaich, scozzese gaelico per pendio della costa.

## Storia
La distilleria Bruichladdich fu costruita nel 1881 dai fratelli Harvey — William (32), John (31) e Robert (23) — sulle rive del lago Indaal, nell'area dei Rinns of Islay, la parte più occidentale dell'isola. Gli Harveys erano una dinastia di produttori di whisky che possedevano due distillerie di Glasgow dal 1770. Usando un'eredità, i tre fratelli unirono i loro talenti per costruire una terza distilleria — la Bruichladdich — ideata da John, progettata da Robert e finanziata da William e altri membri della famiglia. All'epoca, la distilleria aveva un design all'avanguardia a differenza delle vecchie distillerie di Islay, che si erano sviluppate da vecchi edifici agricoli. Fu costruita con pietre della costa e ha una struttura molto efficiente, costruita intorno a un cortile ampio e spazioso.
Gli alambicchi particolarmente alti e stretti furono scelti per produrre uno spirito particolarmente puro e originale, l'opposto di quelli prodotti dalle vecchie distillerie agricole. Dopo una lite con i suoi fratelli, avvenuta prima ancora che la distilleria fosse completata, la Bruichladdich fu gestita da William Harvey,fino all'incendio del 1934 e alla sua morte nel 1936. Nel corso dei successivi quarant'anni, cambiò più volte proprietario a seguito di acquisizioni aziendali e alla razionalizzazione del settore, evitando di poco la chiusura fino al 1994, quando fu chiusa in quanto risultante non più remunerativa.
La distilleria fu successivamente acquistata da un gruppo di investitori privati guidati da Mark Reynier della Murray McDavid il 19 dicembre 2000. Jim McEwan, che aveva lavorato presso la Bowmore Distillery dall'età di 15 anni, fu assunto come mastro distillatore e direttore di produzione. Tra il gennaio e il maggio del 2001, l'intera distilleria fu smantellata e ricostruita, mantenendo gli arredi e le attrezzature originali del periodo vittoriano. Essendo sfuggita alla modernizzazione, la maggior parte dei macchinari originali degli Harvey vengono tutt'oggi utilizzati. Non viene utilizzato nessun computer durante la produzione, con tutti i processi controllati da un gruppo di abili artigiani che trasmettono informazioni oralmente e in gran parte misurano i progressi utilizzando aste per il controllo del livello e semplici dispositivi di flottazione.
Il 23 luglio 2012 è stato annunciato che Rémy Cointreau ha raggiunto un accordo con la Bruichladdich per l'acquisto della distilleria per una somma di 58 milioni di sterline.

## Oggi
Tutti i whisky della distilleria sono venduti come single malt, con quelli marcati Bruichladdich senza aggiunta di torba, quelli marcati Port Charlotte con aggiunta di torba e quelli marcati Octomore con una super-aggiunta di torba. L'Octomore è considerato "il whisky di malto con più torba al mondo".
La distilleria è passata alla piena produzione nel 2013. Tutto l'orzo utilizzato è esclusivamente scozzese, e parte di esso viene coltivato su Islay dal 2004. La provenienza dell'orzo utilizzato è estremamente importante dal punto di vista filosofico e ciò si riflette sempre più nel marketing e nella presentazione della gamma dei prodotti. I singoli allevamenti, gli agricoltori e persino i campi in cui viene coltivato il grano, sono identificati sulla confezione, ove possibile.
L'impegno della distilleria nei confronti di Islay ha portato alla creazione di un sistema amministrativo e di gestione basato sull'isola, compresa la costruzione dell'unico stabilimento di imbottigliamento dell'isola. L'azienda è il più grande datore di lavoro privato si Islay con circa sessanta posti di lavoro sull'isola.
Nel 2003, la Bruichladdich ha lanciato la sua popolare "Links Series"
- St Andrew's - Old Course	Bourbon + Refill Spanish maturato in barile di quercia
- Augusta	                        invecchiato 14 anni; Bourbon
- Royal Troon	                invecchiato 14 anni; Bourbon + Port and Pedro Ximénez a doppia maturazione
- Turnberry	                invecchiato 14 anni; Bourbon
- Royal Liverpool - Hoylake	invecchiato 14 anni; Bourbon + Riversaltes Red Grenache
- K Club	                        invecchiato 14 anni; Bourbon + Guigal Cote Rotie e vino rosso Hermitage a doppia maturazione
- Carnoustie	                invecchiato 14 anni; Bourbon + Château Haut Brion
- Torrey Pines	                invecchiato 15 anni; Bourbon + Château Latour Bordeaux a doppia maturazione
- Royal Birkdale	                invecchiato 15 anni; Bourbon
- Valhalla	                invecchiato 14 anni; Bourbon + Climens Barsac
- The Vancouver Club	        invecchiato 16 anni; Bourbon + Château Haut Brion
- Glencoe Golf & CC (Calgary, AB)	invecchiato 18 anni; Bourbon
- 50cl #1	St Andrew's - Swilcan Bridge 	NAS; Bourbon (con torba)
- 50cl #2	St Andrew's - Swilcan Burn	invecchiato 16 anni; Bourbon (con torba)

Dal 2009, il whisky Bruichladdich è stato distribuito nel Regno Unito dalla Blavod Wines e Spirits plc. Nel 2013 ha creato la propria società di distribuzione britannica Bruichladdich UK Distribution Ltd, con sede a Glasgow.
Nel 2011, la distilleria ha iniziato la produzione del suo gin, il The Botanist.

## Attrezzatura vittoriana
La distilleria utilizza ancora l'originale "mashtun" aperto da 7 tonnellate, l'unico sull'isola e uno dei pochi ancora esistenti. Ci sono sei "washback" in legno fatti da Douglas Fir (a volte chiamato Oregon Pine), che insieme hanno una portata di 210 000 litri. Ci sono due "wash stills" (portata complessiva di 23 000 litri), due "distillatori di spirito" insolitamente alti (6 metri) e a collo stretto (0.9m) (portata complessiva di 21 000 litri). La produzione annua è di 1,5 milioni di ola, che è considerata vicina alla capacità attuale.
Gran parte dell'attrezzatura in uso è l'attrezzatura originale vittoriana. Il processo è alimentato per gravità e nessun computer viene utilizzato durante la produzione, a parte per la manutenzione d'ufficio e per gestire una serie di otto webcam. Queste webcam erano al centro di un'operazione di intelligence dell'Agenzia per la difesa e la riduzione delle minacce americana, quando l'antica attrezzatura della distilleria venne scambiata per quello che si supponeva si usasse per le elusive armi chimiche dell'Iraq. Questa storia ebbe origine in seguito ad una e-mail inviata da un agente americano alla distilleria quando una delle webcam si ruppe. Una serie limitata di bottiglie commemorative per le armi di distruzione di massa sono state rilasciate in onore di questa storia, mentre una seconda serie di bottiglie, la Yellow Submarine, fu rilasciata quando un pescatore di Islay trovò un sottomarino a comando remoto del Ministero della Difesa del Regno Unito, e ne seguì una storia farsesca.
Nel 2010 l'ultimo autentica alambicco Lomond (recuperato durante la demolizione della distilleria di Inverleven a Dumbarton) è stato installato a Bruichladdich e, in seguito alle modifiche del capo distillatore Jim McEwan, iniziò la distillazione del gin secco The Botanist nel 2011.

## Visuali della distilleria

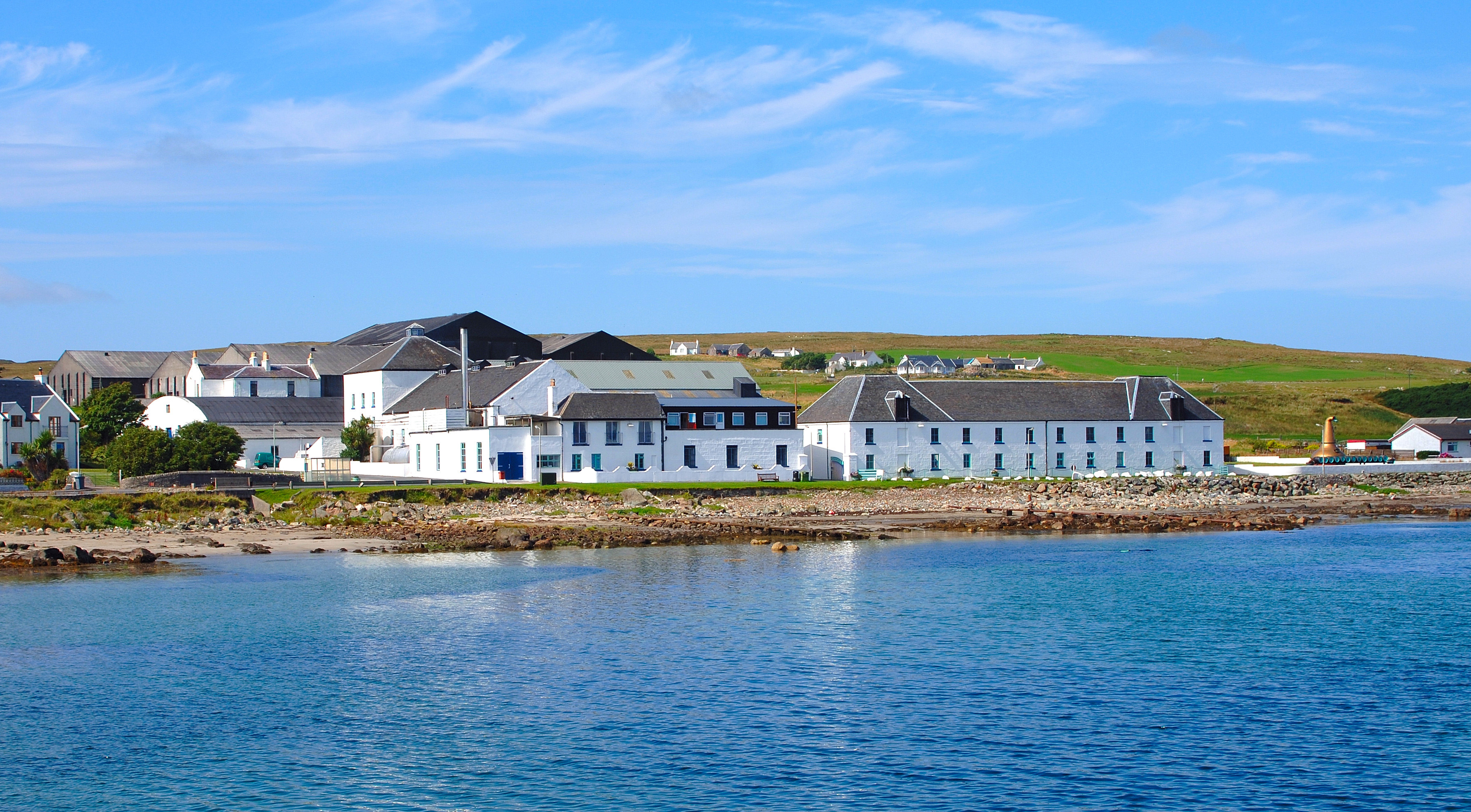
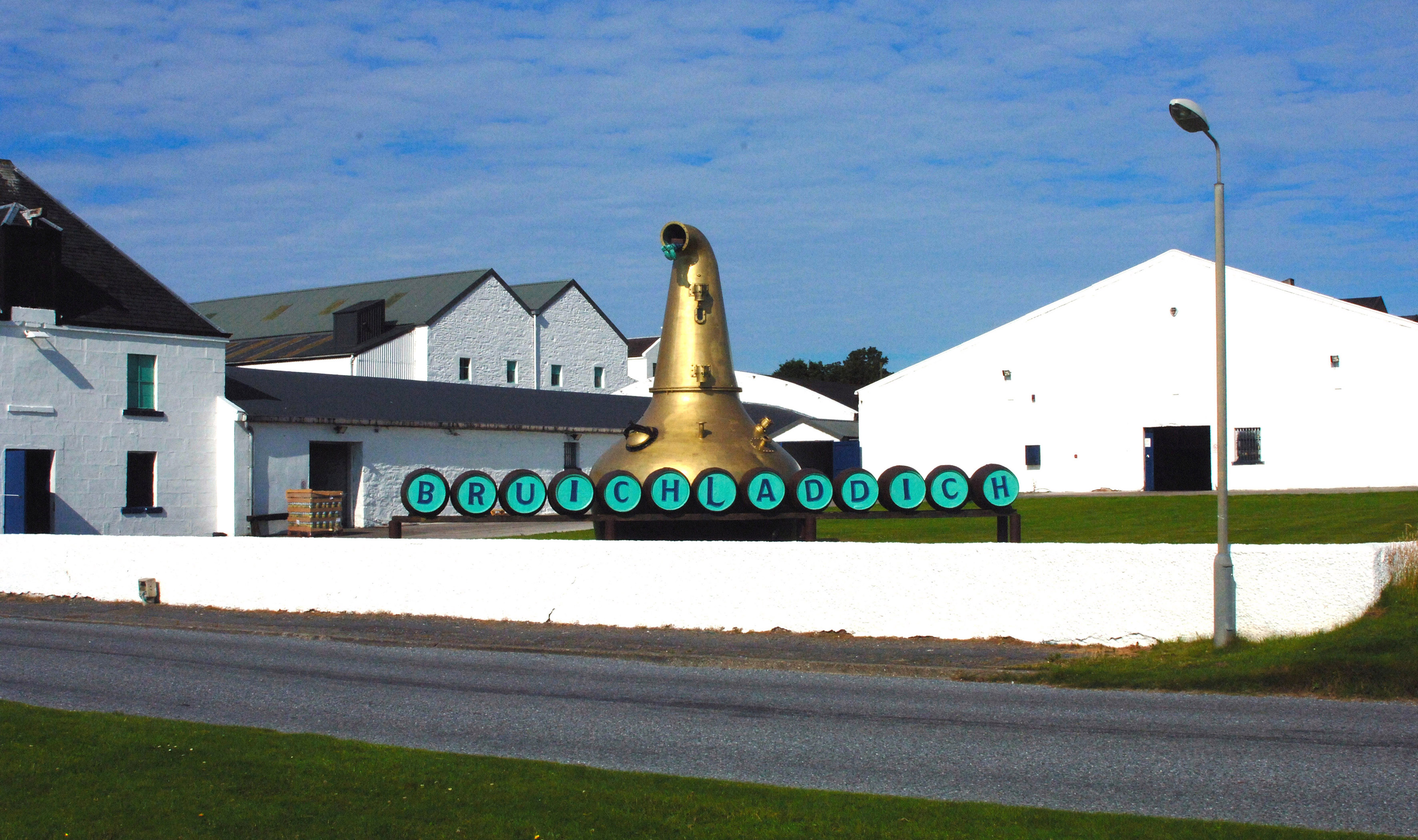
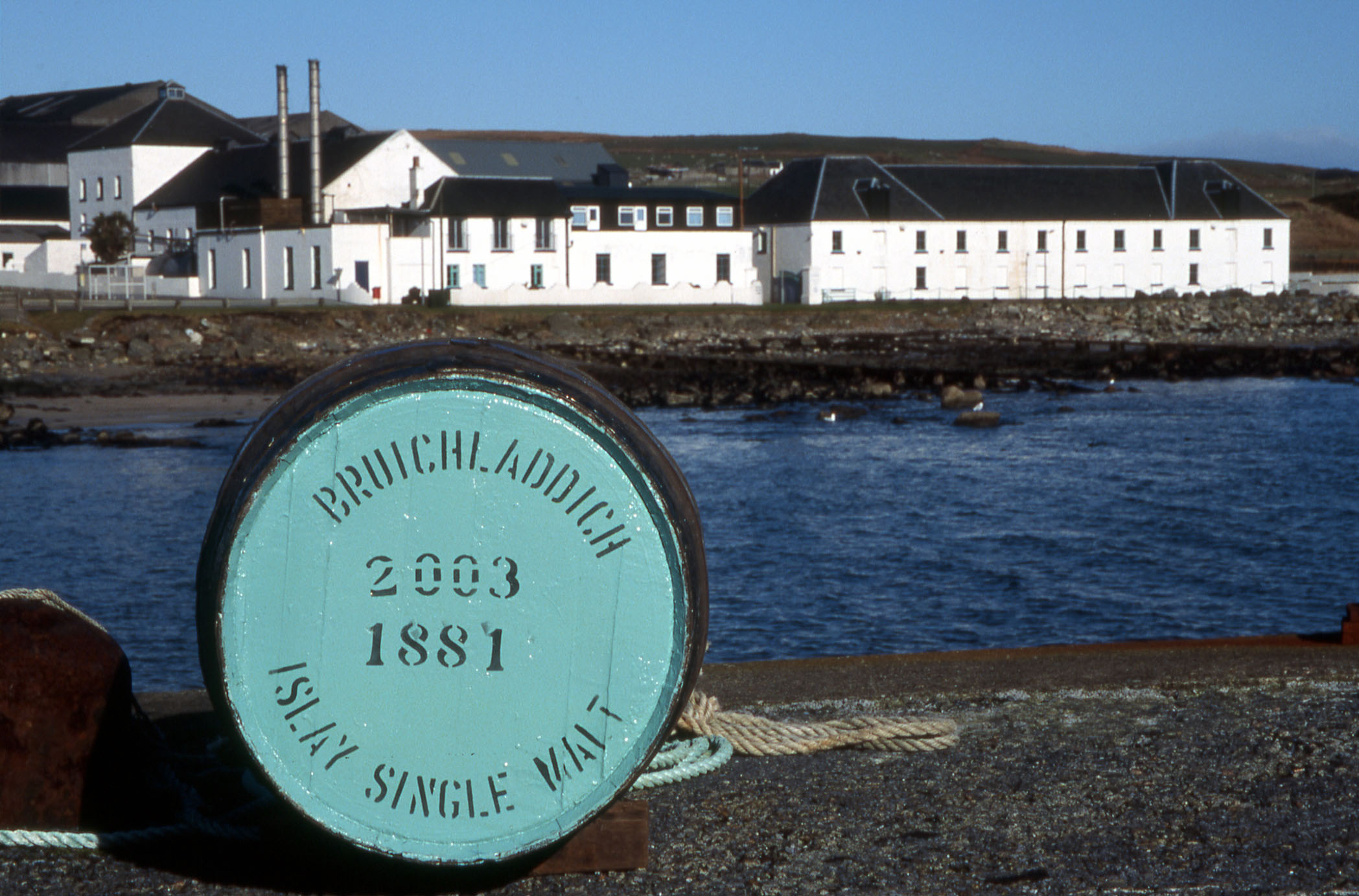
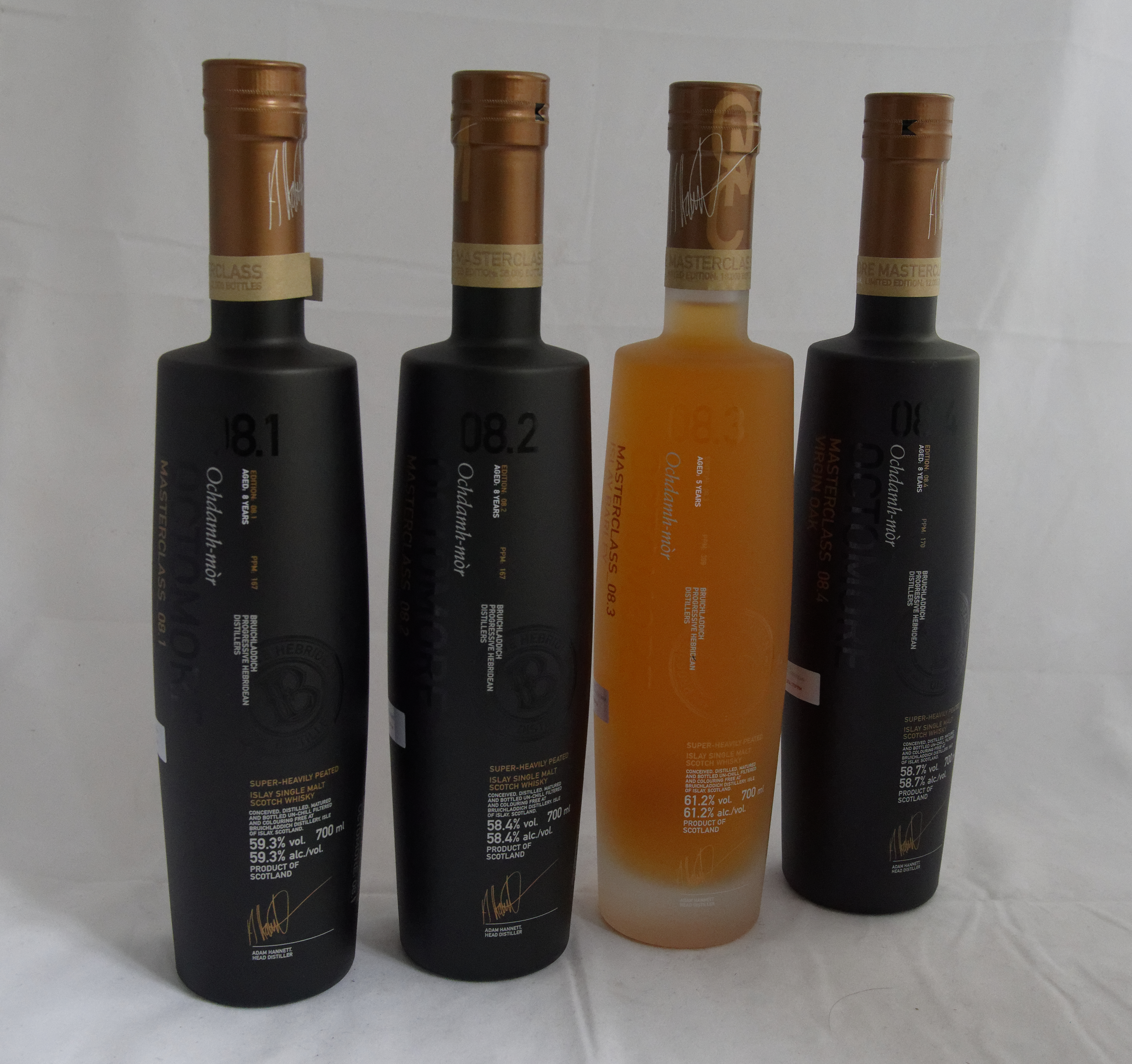

## Nella cultura di massa
- Nella serie thriller politica del 1990 House of Cards, il capo Francis Urquhart offre al giornalista Mattie Storin un bicchiere di Bruichladdich quando arriva per un'intervista, commentando: "Bruichladdich, se conosci il tuo malto".
- Nel film Il buongiorno del mattino del 2010, il personaggio di Harrison Ford, Mike Pomeroy, beve Bruichladdich.
- Nel film del 2011 Carnage, diretto da Roman Polański, le due coppie condividono una bottiglia Bruichladdich invecchiata 18 anni.
- È stato presentato in un episodio della serie della BBC2 Oz e James Drink to Britain, in cui è stato fatto un tour della distilleria ed è stato permesso di provare alcuni dei pregiati 'X4', Perilous Whisky distillati quattro volte, di cui Martin Martin scrisse nel 1695 "il primo sapore colpisce tutti i membri del corpo: due cucchiai di questo ultimo liquore sono una dose sufficiente, e se qualcuno la superasse, fermerebbe il suo respiro e metterebbe in pericolo la sua vita". I presentatori della BBC hanno usato lo spirito ultra puro per far partire un'auto da corsa Radical.
- In Il mondo dopo la fine del mondo di Nick Harkaway, Freeman ibn Solomon, l'ambasciatore che rappresentava la guerriglia ribelle, Zaher Bey, beve il single malt Bruichladdich quando incontra gli studenti attivisti nel bar di ritrovo del loro campus.